# UTC-4
UTC-4 è un fuso orario in ritardo di 4 ore sull'UTC. Rappresenta geograficamente l'ora dell'Argentina, sebbene il paese l’abbia abbandonata per motivi politici.

## Zone
È utilizzato nei seguenti territori:
- Antigua e Barbuda
- Barbados
- Bolivia
- Brasile:
  -  Amazonas
  -  Mato Grosso
  -  Mato Grosso do Sul
  -  Rondônia
  -  Roraima
- Canada:
  -  Terranova e Labrador (parte del Labrador)
  -  Nuovo Brunswick
  -  Nuova Scozia
  -  Isola del Principe Edoardo
  -  Québec (soltanto a est di 65° W)
- Cile (eccetto Isola di Pasqua e Regione di Magellano e dell'Antartide Cilena)
- Regno di Danimarca:
  -  Groenlandia (soltanto l’estremo nord-ovest)
- Dominica
- Francia:
  -  Guadalupa
  -  Martinica
- Grenada
- Guyana
- Paraguay
- Regno dei Paesi Bassi:
  -  Isole BES
  -  Aruba
  -  Curaçao
  -  Sint Maarten
- Rep. Dominicana
- Regno Unito:
  -  Anguilla
  -  Bermuda
  -  Montserrat
  -  Isole Vergini Britanniche
- Saint Kitts e Nevis
- Saint Lucia
- Saint Vincent e Grenadine
- Stati Uniti:
  -  Porto Rico
  -  Isole Vergini Americane
- Trinidad e Tobago
- Venezuela

Inoltre, la base antartica di Palmer utilizza UTC-4 come ora locale.
Si sottolineano i casi particolari di Cile e Repubblica Dominicana che, in quanto ricadrebbero naturalmente nel fuso UTC-5, adottano questo fuso come espediente artificiale di ora legale permanente, che diventa addirittura doppia nell’estate australe.

## Geografia
In teoria UTC-4 corrisponde a una zona di longitudine compresa tra 67,5° W e 52,5° W e l'ora utilizzata corrispondeva all'ora solare media del 60º meridiano ovest, riferimento integrato nell’UTC nel 1972. Tempo fa era detta Ora di Buenos Aires, rappresentando l’ora naturale della metropoli sudamericana, ma poi l’Argentina decise di passare ad una permanente ora legale.
Negli Stati Uniti e in Canada, il fuso orario è chiamato Atlantic Standard Time (AST).

## Ora legale
Alcune delle regioni situate in questo fuso orario adottano l'ora legale, passando a UTC-3: Bermuda, Nuovo Brunswick, Nuova Scozia, Isola del Principe Edoardo, Labrador, Groenlandia, Cile e Paraguay.
Reciprocamente, le parti dell'America a UTC-5 che adottano l'ora legale si ritrovano in estate a UTC-4.